# 大河資生堂薬局 (静岡県)
株式会社大河資生堂薬局（おおかわしせいどうやっきょく）は、静岡県清水市に本社を置く主に医薬品・写真機材の卸売りを扱う企業であった。現在は、東邦薬品の「株式会社葦の会」の一社「中北薬品」である。明治時代に創業。

## 概要
- 代表取締役社長 大河良雄
- 従業員数 14名
- 売上高　9,960万円

## 沿革
- 昭和39年5月「中北薬品」と卸部門を合併し「下田連絡所」として発足